# 宝生金五郎
宝生 金五郎（ほうしょう きんごろう）は、幕末から明治期にかけて、ワキ方宝生流（下掛宝生流）家元で用いられた名。

## 七世
七世 宝生金五郎 蕃弥は、六世宝生新之丞英勝の子。八世宝生新朔と九世宝生金五郎英周の父。

## 九世
九世 宝生金五郎 英周（1841年6月6日（天保12年4月17日） ‐ 1905年（明治38年）2月21日）はワキ方宝生流能楽師。本名は英周。通称は英五郎。

### 経歴
宝生流の九世家元で、実兄で八世家元の宝生新朔（喜勢太郎英才）や実父の七世家元宝生蕃弥（金五郎）から能楽を学んだ。後に「ワキ方の名人」と呼ばれた。新朔は実兄で、新朔の準養子となり九世家元を継承。新朔の円い深みのある芸風に対して、金五郎英周は角のある気迫を前面に出した芸風と伝えられている。宝生新は息子。